# Paolo Pino
Paolo Pino (Venecia, siglo XVI) fue un pintor y escritor italiano, vivo en la ciudad de los canales entre 1534 y 1565.
Alumno de Giovanni Gerolamo Savoldo, su obra pictórica está en gran parte desaparecida. Debe su fama a una obra crítica sobre pintura, Dialogo di pittura (1548), con la que afirma la supremacía de la escuela veneciana sobre la florentina, y donde se opone al canon ideal de proporciones en el cuerpo humano defendido por otros humanistas. Anticipa así algunos aspectos de la poética manierista. Resaltó a Giorgione como uno de los mejores pintores en su día.

## Obra
- Retrato de coleccionista, 1534, Musées d'art et d'histoire, Chambéry.